# All the Dread Magnificence of Perversity
All the Dread Magnificence of Perversity (с англ. — «Всё ужасное великолепие извращённости») — четвёртый студийный альбом голландского экспериментального проекта Gnaw Their Tongues, выпущенный 10 мая 2009 года на лейблах Burning World и Crucial Blast.

## Отзывы критиков
| Оценки критиков     | Оценки критиков |
| Источник            | Оценка          |
| ------------------- | --------------- |
| AllMusic            | [ 2 ]           |
| Chronicles of Chaos | [ 3 ]           |

Музыкальный журналист Нед Раггетт написал смешанно-положительную рецензию, описав альбом как «ужасно великолепная в своих аранжировках абсолютная звуковая перегрузка, созданная как своего рода опера в чёрной яме», и заключил, что «это хорошо сделанный, хотя и отталкивающий подход». Ноэл Гарднер из The Quietus сравнил музыку с звучанием Khanate и Swans и сказал, что «объём территории, которую покрывает Gnaw Their Tongues, при достижении определённой упрямой музыкальной инерции, действительно впечатляет»

## Список композиций
| №  | Название                                                                             | Длительность |
| -- | ------------------------------------------------------------------------------------ | ------------ |
| 1. | «My Orifices Await Ravaging»                                                         | 7:12         |
| 2. | «Verbrennt und Verflucht»                                                            | 6:00         |
| 3. | «Broken Fingers Point Upwards in Vain»                                               | 7:26         |
| 4. | «The Stench of Dead Horses on My Breath and the Vile of Existence in My Hands»       | 6:48         |
| 5. | «L'ange qui annonce la fin du temps»                                                 | 6:14         |
| 6. | «Gazing at Me Through Tears of Urine»                                                | 5:04         |
| 7. | «Rife with Deep Teeth Marks»                                                         | 8:17         |
| 8. | «All the Dread Magnificence of Perversity»                                           | 7:52         |
| 9. | «The Gnostic Ritual Consumption of Semen As Embodiment of Wounds Teared in the Soul» | 7:15         |

## Участники записи
- Маурис де Йонг — вокал, все инструменты, запись, сведение, обложка